# Суботін Віктор Георгійович
Ві́ктор Гео́ргійович Субо́тін (*28 травня 1959, Харків) — український топ-менеджер.

## Біографічні відомості
Народився 28 травня 1959 р. в Харкові.
У1982 р. закінчив Харківський автомобільно-дорожній інститут за спеціальністю «Інженер-механік», 1995 р. — Харківський державний університет імені М. Горького за спеціальністю «Фінанси та кредит». Пройшов шлях професійної підготовки у виробничій та громадській сферах. Кандидат економічних наук, заслужений економіст України, лауреат Державної премії України в галузі науки і техніки (2009).
У 1995 р. обраний головою правління ПАО «Мегабанк», в 2006 р. — голова наглядової ради «Мегабанку». З квітня 2007 року і донині — генеральний директор ВАТ «Турбоатом».

## Нагороди
- Почесний громадянин Харківської області (2017)[1].